# 20メートルシャトルラン
20mシャトルラン（20メートルシャトルラン）は、有酸素運動能力に対する体力測定の方法。往復持久走とも言う。1982年に European Journal of Applied Physiology に Leger と Lambert によって、その方法と結果を報告されたことにより周知された。最大酸素摂取量の推定にも使われ、文部科学省は「20ｍシャトルラン（往復持久走）最大酸素摂取量推定表」を公開している。
20mシャトルラン音源
https://m.youtube.com/watch?v=YrLEsFpWJdg

## 文部科学省
2001年（平成13年）4月からスタートした文部科学省の新体力テストでは、それまで行われていた急歩（男子1,500m／女子1,000mの持久走）との選択種目として、新しく20mシャトルランが採用された。レベル1から21まであり、反復の上限回数は247回。
1999年（平成11年）度に改定された文部科学省の新スポーツテストの項目に採用されている。

## 測定方法
- 20m間隔で平行に引かれた2本の線の一方に立ち、テストの開始を告げる5秒間のカウントダウンの後の電子音によりスタートする。
- 一定の間隔で1音ずつ電子音が鳴る。電子音が次に鳴り始めるまでに20m先の線に達し、足が線を越えるか、触れたら、その場で向きを変える。この動作を繰り返す（電子音が発音された後、基本的には「ド、レ、ミ、ファ、ソ、ラ、シ、ド（往路）」「ド、シ、ラ、ソ、ファ、ミ、レ、ド（復路）」の音がなり、次の電子音が鳴るまでの間隔を8音で表している）。
- 電子音の前に線に達してしまった場合は、向きを変え、次の電子音を待ち、電子音が鳴った後に走り始める。
- CD（テープ）によって設定された電子音の間隔は、初めはゆっくりであるが、約1分ごとに電子音の間隔は短くなる。すなわち、速度は約1分ごとに増加していくので、できる限り電子音の間隔についていくようにする。
- CD（テープ）によって設定された速度を維持できなくなり走るのをやめたとき、または、2回続けてどちらかの足で線を超えるか、触れることができなくなったときに、テストを終了する。なお、電子音からの遅れが1回の場合、次の電子音に間に合い、遅れを解消できれば、テストを継続することができる。

## 記録
テスト終了時（電子音についていけなくなった直前）の折り返しの総回数を記録とする。ただし、2回続けてどちらかの足で線に触れることができなかったときは、最後に触れることができた折り返しの総回数を記録とする。
| レベル（Lv.） | 折り返し回数（回） | 折り返し回数（回） | 速度（km/h） | 折り返し時間（秒） | 実施時間       | 実施時間          | 距離（m） | 距離（m） |
| レベル（Lv.） | レベル内           | 累積               | 速度（km/h） | 折り返し時間（秒） | レベル内（秒） | 累積時間（分:秒） | レベル内  | 累計      |
| ------------- | ------------------ | ------------------ | ------------ | ------------------ | -------------- | ----------------- | --------- | --------- |
| 1             | 7                  | 7                  | 8.0          | 9.00               | 63.00          | 1:03              | 140       | 140       |
| 2             | 8                  | 15                 | 9.0          | 8.00               | 64.00          | 2:07              | 160       | 300       |
| 3             | 8                  | 23                 | 9.5          | 7.58               | 60.63          | 3:08              | 160       | 460       |
| 4             | 9                  | 32                 | 10.0         | 7.20               | 64.80          | 4:12              | 180       | 640       |
| 5             | 9                  | 41                 | 10.5         | 6.86               | 61.71          | 5:14              | 180       | 820       |
| 6             | 10                 | 51                 | 11.0         | 6.55               | 65.45          | 6:20              | 200       | 1,020     |
| 7             | 10                 | 61                 | 11.5         | 6.26               | 62.61          | 7:22              | 200       | 1,220     |
| 8             | 11                 | 72                 | 12.0         | 6.00               | 66.00          | 8:28              | 220       | 1,440     |
| 9             | 11                 | 83                 | 12.5         | 5.76               | 63.36          | 9:31              | 220       | 1,660     |
| 10            | 11                 | 94                 | 13.0         | 5.54               | 60.92          | 10:32             | 220       | 1,880     |
| 11            | 12                 | 106                | 13.5         | 5.33               | 64.00          | 11:36             | 240       | 2,120     |
| 12            | 12                 | 118                | 14.0         | 5.14               | 61.71          | 12:38             | 240       | 2,360     |
| 13            | 13                 | 131                | 14.5         | 4.97               | 64.55          | 13:43             | 260       | 2,620     |
| 14            | 13                 | 144                | 15.0         | 4.80               | 62.40          | 14:45             | 260       | 2,880     |
| 15            | 13                 | 157                | 15.5         | 4.65               | 60.39          | 15:46             | 260       | 3,140     |
| 16            | 14                 | 171                | 16.0         | 4.50               | 63.00          | 16:49             | 280       | 3,420     |
| 17            | 14                 | 185                | 16.5         | 4.36               | 61.09          | 17:50             | 280       | 3,700     |
| 18            | 15                 | 200                | 17.0         | 4.24               | 63.53          | 18:54             | 300       | 4,000     |
| 19            | 15                 | 215                | 17.5         | 4.11               | 61.71          | 19:56             | 300       | 4,300     |
| 20            | 16                 | 231                | 18.0         | 4.00               | 64.00          | 21:00             | 320       | 4,620     |
| 21            | 16                 | 247                | 18.5         | 3.89               | 62.27          | 22:03             | 320       | 4,940     |